# Акулова Тамара Василівна
Тамара Василівна Акулова (нар. 25 березня 1957, Нова Усмань, Воронезька область, РРФСР, СРСР) — радянська і російська актриса театру і кіно, педагог. Заслужена артистка Російської Федерації (2005). Дійсний член Російської академії кінематографічних мистецтв «Ніка». Член Спілки кінематографістів Російської Федерації.

## Біографія
Тамара Акулова народилася 25 березня 1957 року в селі Нова Усмань Воронезької області. Батько — родом з Томська, мати — з Воронезької області. Батьки познайомилися на фронті під час Великої Вітчизняної війни, коли батько воював під Воронежем. Після Перемоги він повернувся, і вони одружилися. Мати працювала у торгівлі, батько був начальником пошти. 1959 року батько розбився на смерть на мотоциклі, а 36-річна вдова залишилася з двома дітьми — восьмирічною Ларисою та дворічною Тамарою. Років через три у сестер з'явився вітчим Сергій Миронович (за національністю — вірменин, за професією — шевець), з яким у дівчаток склалися добрі стосунки і якого вони вважали своїм другим татом.
У 1974 році, після закінчення середньої школи, Тамара вступила на факультет кондитерських та макаронних виробів Воронезького технологічного інституту (ВТІ), де провчилася один рік.
У 1975 році поїхала до Москви вступати до ВДІКу.
У 1981 році закінчила акторський факультет Всесоюзного державного інституту кінематографії (ВДІКу) (майстерня Сергія Бондарчука та Ірини Скобцевої).
З 1981 року — актриса «Центральної кіностудії дитячих та юнацьких фільмів імені М. Горького».
У 1990-ті роки, під час кризи у вітчизняному кінематографі, в кіно майже не знімалася, викладала акторську майстерність в Університеті Наталії Нестерової в Москві.
Наразі викладає «Майстерність артиста драматичного театру та кіно» у майстерні А. Я. Михайлова на кафедрі акторської майстерності акторського факультету ВДІК.

### Особисте життя
- Перший чоловік — Юрій Борисович Шерлінг (нар. 23 серпня 1944), театральний режисер, хореограф та балетмейстер. Заслужений діяч мистецтв РРФСР. Одружилися, коли Тамара навчалася на першому курсі ВДІКу. Шлюб розпався через чотири роки, колишнє подружжя залишилося друзями, Юрій залишив Тамарі з дочкою Анною однокімнатну квартиру в Москві.
  - Дочка — Ганна Юріївна Шерлінг (нар. 1980) — актриса.
- Другий чоловік — Ельор Мухітдіновіч Ішмухамедов (нар. 1942) — радянський і узбецький кінорежисер, сценарист.
  - Син — Дмитро Ельорович Ішмухамедов (нар. 1989).

## Нагороди
- 2005 — почесне звання «Заслужений артист Російської Федерації» — за заслуги в галузі мистецтва[3].